# 夏镇街道
夏镇街道，是中华人民共和国山東省济宁市微山县下辖的一个乡镇级行政单位。

## 行政区划
夏镇街道下辖以下地区：
黄桥社区、戚城社区、奎文社区、谢桥社区、北苑社区、四季青社区、苏园社区、部城社区、泰山社区、文昌社区、南苑社区、金源社区、薛河社区、严庄村、后洛坊村、王庄村、前八屯村、后八屯村、西八屯村、马庄村、贾庄村、建新村、白庄村、李堂村、付楼村、马楼村、殷庄村、李楼村、大官口村、小官口村、翁楼村、后村、前村、西寨村、朱道沟村、石坝村、童庄村、黄庄村、薛庄村、杨闸村、陆庄村、亓楼村和李谷堆村。